# São Joaquim dos Melos
São Joaquim dos Melos é um distrito do município brasileiro de Tuntum, no interior do estado do Maranhão.
Tuntum foi elevado à categoria de município pela lei estadual nº 1362, de 12-09-1955, desmembrado de Presidente Dutra e sendo constituído de 2 distritos: Tuntum (sede) e São Joaquim dos Melos.
Algumas localidades que ficam no distrito sãoː São Joaquim dos Melos, São Bento de Cima, São Lourenço, Santa Rosa e a Reserva Indígena Krenyê, dentre outras.